# Quartiers Est (Orléans)
Les quartiers Est d'Orléans sont des quartiers situés dans le Loiret en région Centre-Val de Loire.

## Géographie

### Situation
Les quartiers se situent à l'est d'Orléans.

## Description
Ils se composent des quartiers :

### Barrière Saint Marc - La Fontaine
Le quartier était auparavant couvert de vergers. Tournant autour de la rue de la Barrière-St-Marc et de l'avenue des Droits de l'Homme - récemment transformé en boulevard urbain, ce qui en fait ressembler à une entrée de ville (en développement). Entre l'école Michel-de-la-Fournière et le parc de l'Etuvée, correspond au véritable poumon vert du domaine, en constante expansion, le paysage évolue, la friche cède la place au logement collectif et individuel, à la combinaison de commerces, équipement publics et services.

### Argonne - Nécotin - Belneuf
L'Argonne est situé à moins de 2 kilomètres au nord-est du centre-ville. Il totalise 8 600 habitants et est desservie par ligne B du tramway. Durant le néolithique le quartier joue un rôle de frontière avec sa forêt humide.
Le quartier tire son nom de l'une de ses rues principales, la rue de l'Argonne, elle-même dénommée en hommage aux combattants des batailles de l'Argonne pendant la Première Guerre mondiale. Cette ancienne zone à urbaniser en priorité (ZUP) était en partie classée zone urbaine sensible (ZUS) avec une zone franche urbaine (ZFU). Depuis 2015, il est devenu un quartier prioritaire en remplacement de la ZUS.

### Saint Marc - Faubourg Bourgogne - Quai de Loire
C'est un quartier résidentiel et comporte le quai du Roi, où se tient le plus grand marché alimentaire d'Orléans. Quartier situé dans une petite partie de la campagne ou de la campagne urbaine, ce territoire s'assemble autour d'axes comme la rue Saint-Marc, le faubourg de Bourgogne, l'avenue Jean-Zay ou le quai du Châtelet. Le marché du Quai du Roi se tient tous les samedis matin et compte 130 emplacements d'une superficie de plus de 170 mètres carrés et est le plus grand marché alimentaire d'Orléans.